# 天柱石

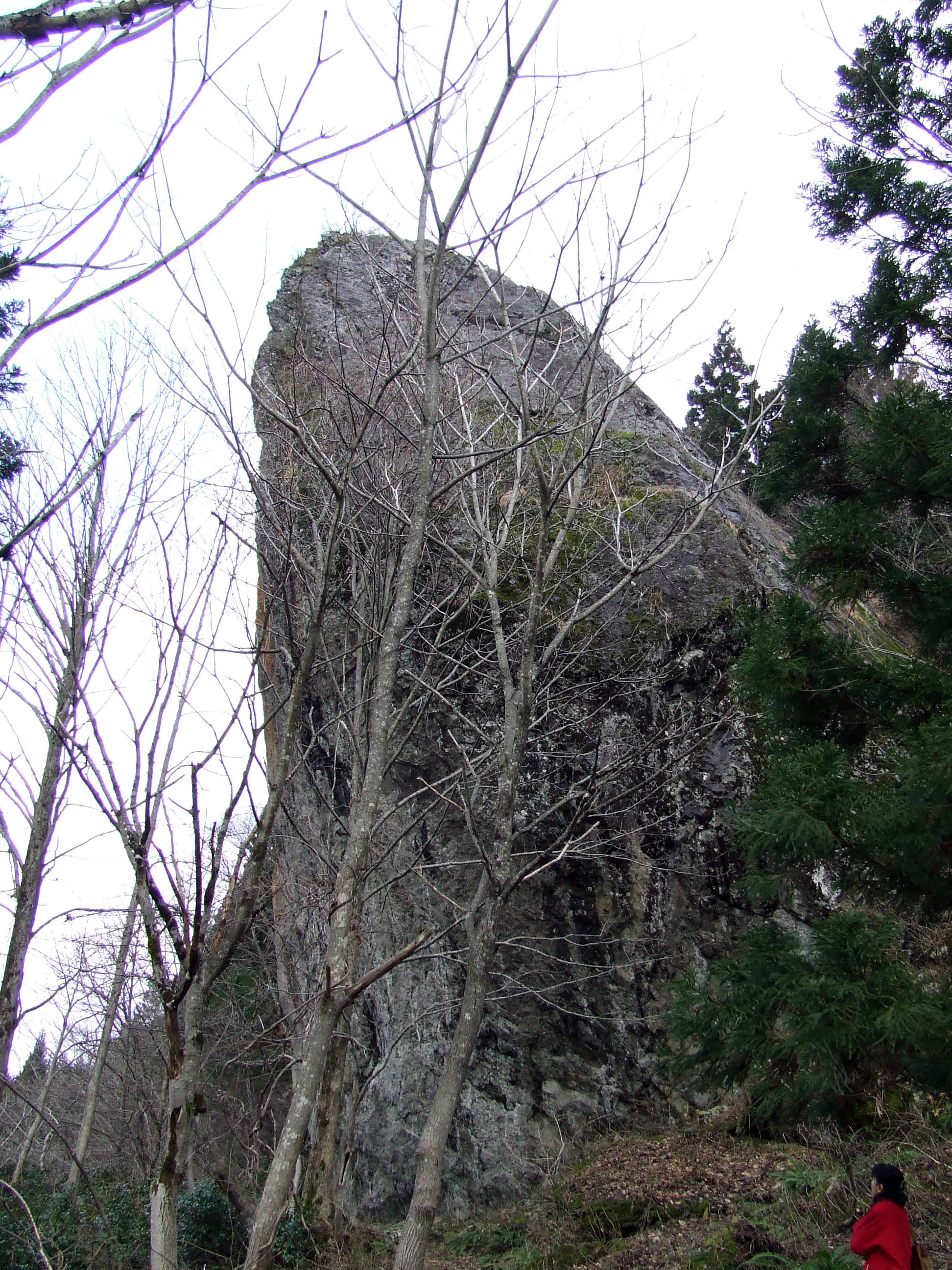
富山県南砺市上松尾の天柱石。

天柱石（てんちゅうせき）は、富山県南砺市旧平村上松尾地区にある巨岩である。
古来より五箇山地域の住民より神聖視されており、現在では南砺市の天然記念物に指定されている。

## 概要
1,500万年前の海底火山活動によって形成された安山岩質の角礫凝灰岩と考えられ、同時期に形成されたものとして梨谷川の千畳岩もある。
奈良時代ころから山岳修験道が五箇山地方にも広まり、人形山や金剛堂山が修行の場として用いられるようになった。伝承によると、この頃天柱石も「金剛堂山の行者が座業を行う」のに用いられたという。地元上松尾集落では「立石」と呼ばれ、「武蔵坊弁慶が担いで来たが、あまりに重くて下ろしたもの」「岩の赤色は、弁慶が背中をすりむいてついた血である」「弁慶が尻餅をついてできたのがすり鉢状の地形である」といった伝承がある。
天柱石を有名にしたのは『二十四輩順拝図会』の記述で、「城端の東南四里に松尾村というあり、其所に天柱石といえる奇異の巌石あり、その高さ数百丈四時ともに雲を帯び全体を見る者稀也。絶頂に大なる樹ありといえどく高く雲間にありて何の木なるを志らず」と紹介されている。また、「紅葉せしさまは錦の柱の大空に貫き立ちたるごとく」様子を描いた版画絵も天柱石を著名にした。
宮永正運の天明6年（1786年）ころの著作である『越の下草』の記述も有名である。『越之下草』の「松尾村立石」条には「石の高さ拾七八丈（約53m）、周囲もまた弐十丈ばかり（約76m）もあろうか。形は仏像の舟形光背が西方に向って立つに似ている。頂上に一株の木が見えるが、あまりにも高くて何の木かわからない。石の根元南側に穴があり、その深さははかり知れない。言い伝えによれば、むかし役の行者が金剛堂山に住まわれたころ、この石の上で行なさると、童子が天より下りてきて供物を捧げ、竜女が石の根の穴より現われて燈明を捧げたといわれる」と記載される。
さらに後年付け足された伝承と見られるが、大蛇伝説がある蓑谷村縄ヶ池とは地下で水が通じていて、池やこの岩をけがすと雨が降るとも言われている。更にこの伝承が転じて、立石へ登ると「雨が降る」あるいは「天気が急に変わる」と恐れられたため、秋の穫り入れ時期には「登ってはならぬ」と言われるようになったという。
現在、天柱石に向かう際には、まず国道304号からたいらスキー場クロスカントリーコースに向かう道に入る必要がある。その後、天柱石まで東に向かって旧田代集落を通る北回りのルート（市道天池線）と、上松尾集落を通る南回りのルート（市道立石線）の二通りのルートがある。北回りのルートは未舗装の砂利道であるのに対して、南回りのルートは全線アスファルト舗装済で天柱石までの案内板もある主要な道路である。